# SN 2003hz
SN 2003hz – supernowa typu Ia odkryta 14 września 2003 roku w galaktyce PGC0017866. W momencie odkrycia miała maksymalną jasność 16,70m.